# فیلیپ ویلیرس
فیلیپ ویلیرس دو اسله-آدام (به فرانسوی: Philippe de Villiers de L'Isle-Adam) (زاده ۱۴۶۴ - مرگ ۱۵۳۴) از افراد برجسته شوالیه‌های هوسپیتالر در رودس و سپس در مالت بود. او در سال ۱۵۲۱ میلادی به عنوان ۴۴امین استاد اعظم این فرقه انتخاب شد.
او رهبری شوالیه‌ها را در زمان محاصره طولانی و خونین رودس توسط ارتش سلطان محتشم سلیمان بر عهده داشت. او با در اختیار داشتن تنها ۵٬۰۰۰ سرباز توانست به مدت ۶ ماه در مقابل ارتش ۱۰۰٬۰۰۰ نفری دشمن مقاومت کند. ولی در نهایت مجبور به صلح با عثمانیان و انتقال شوالیه‌ها به جزیره کرت شد.
چند سال بعد شوالیه‌ها تحت رهبری ویلیرس چندین بار مجبور به نقل مکان شدند و به ترتیب در شهرهای کرت، مسینا، ویتربو و در نهایت در -نیس ساکن شدند (۱۵۲۷–۱۵۲۹). در سال ۱۵۳۰ ویلیرس توانست اجازه مالکیت جزایر مالت، غودش و طرابلس را از کارل پنجم بگیرد و فرقه شوالیه‌های مالت را بنیان نهاد.